# Scopula acidalia
Scopula acidalia är en fjärilsart som beskrevs av Holland 1894. Scopula acidalia ingår i släktet Scopula och familjen mätare. Inga underarter finns listade.